# Артвайл ап Ноуи
Артвайл ап Ноуи (валл. Arthfael ap Nowy; 930 - 983) — король Гвента (970—983).

## Биография
Артвайл был сыном Ноуи, и пришел к власти в Гвенте, после его смерти, убив своего брата(или дядю) Элиседа.
Книга Лландафа сообщает, после убийства брата он свершил торжественное искупление по поводу этого, в виде одарением землей епископа Гугона (ум.982). Его сменили его племянники, в 983 году, Родри и Грифид, сыновья убитого им Элиседа, а им наследовал Эдвин ап Гуриад.